# Historie prawdziwe (Edyta Geppert)
Historie prawdziwe – drugi studyjny album Edyty Geppert wydany w 1991 roku nakładem ZPR Records.

## Lista utworów
1. "Z duszą na ramieniu" (sł. M.Czapińska - muz. H.Alber)
2. "Bezkrólewie" (sł. J.Wołek - muz. H.Alber)
3. "Milczeć z tobą nie ma o czym" (sł. J.Wołek - muz. H.Alber)
4. "Niewiele chciał" (sł. J.Worobiej - muz. H.Alber)
5. "Słynne gładkie Ł" (sł. J.Wołek - muz. H.Alber)
6. "Leon-kameleon" (sł. J.Wołek - muz. H.Alber)
7. "Turning Point" (sł. J.Wołek - muz. H.Alber)
8. "Gdy mówię nie" (sł. J.Wołek - muz. H.Alber)
9. "Historia prawdziwa" (sł. K.Grześkowiak - muz. H.Alber)
10. "Wdowia piosenka" (sł. J.Wołek - muz. H.Alber)
11. "Prawdziwa historia Odyseusza" (sł. M.Dagnan - muz. H.Alber;opowiada Piotr Loretz)

## Informacje uzupełniające
Nagrań dokonano w lutym i marcu 1991 w Studiu Winicjusza Chrósta w Sulejówku.
Reżyser nagrań: Witold "Oskar" Osiński
Projekt graficzny: Rosław Szaybo
Zdjęcia: Andrzej Świetlik